# شب‌های روشن (فیلم ۱۹۸۵)
شب‌های سفید (انگلیسی: White Nights) فیلمی به کارگردانی تیلور هاکفورد است که در سال ۱۹۸۵ منتشر شد.

## بازیگران
- میخاییل باریشنیکوف
- گرگوری هاینز
- یژی اسکولیموفسکی
- هلن میرن
- جرالدین پیج
- ایزابلا روسلینی
- جان گلاور
- شین ریمر